# Partido Obrero Revolucionario (Bolívia)
O Partido Obrero Revolucionario  (POR) é um partido político boliviano fundado em junho de 1935, no Congresso de Córdoba (Argentina), por José Aguirre Gainsborg como seção da Oposição de Esquerda, liderada por Leon Trotsky em sua luta contra o estalinismo.

## Antecedentes
Ao nascer, o POR esteve ligado à história político-social da Guerra do Chaco (1932-1935) e procurou vincular-se ao marxismo internacional,  ou seja, à IV Internacional. Aquela guerra foi o grande teste para a classe dominante e seus governos. O escasso desenvolvimento econômico, o peso do pré-capitalismo – o trabalho servil – e a subordinação da feudal-burguesia ao imperialismo determinaram a derrota do país considerado uma potência perante o diminuto Paraguai. Os que foram arrastados até as trincheiras se levantaram contra uma classe dominante que havia fracassado estrepitosamente. A guerra provocou a rebelião social. Foi também o grande teste para a esquerda que começou a se manifestar confusamente desde o início do século XX .
As ideias socialistas – principalmente o marxismo – chegaram importadas do exterior. A particularidade boliviana foi a ausência no seio do 
proletariado de ideias socialdemocratas, ou seja, reformistas. As ideias anarquistas conquistaram os artesãos. Posteriormente, circularam no país, particularmente nos meios juvenis da universidade, as publicações do Secretariado Latino-americano da Internacional Comunista estalinista. Não se pode esquecer que alguns pequenos grupos marxistas se negaram a integrar o organismo criado pela Internacional Comunista. Mais tarde, estes apareceram no PIR – Partido da Esquerda Revolucionária. 
Depois da guerra do Chaco, esta fraca influência ideológica estrangeira terá um grande papel na conformação do pensamento marxista boliviano. O marxismo é uma corrente ideológica mundial, mas não deixa de expressar as marcas dos países em que se desenvolve. A esquerda – parte dela influenciada pelo estalinismo e a outra pelo anarquismo - ocupou as ruas para se opor à guerra, mas foi derrotada pelo chauvinismo desfechado do alto do poder político. Há que reconhecer que a Internacional Comunista divulgou abundante propaganda denunciando o perigo da guerra entre Bolívia e Paraguai desde 1928.
À perseguição e desterro da nata da esquerda boliviana, devemos a descoberta da luta da Oposição de Esquerda – o trotskismo – contra a burocracia estalinista e pró-imperialista. Um militante, hoje muito reconhecido, José Aguirre Gainsborg (1909-1938) – cujo pseudônimo era Fernandez –, foi exilado ao Chile por ter se incorporado às mobilizações populares contra a guerra. Tendo chegado ao país do seu exílio, foi imediatamente incorporado ao  Partido Comunista do Chile, o que comprova sua vinculação com o PC organizado na Bolívia pelos agentes da Internacional Comunista. Mas foi rapidamente expulso do PC chileno sob acusação de manifestar desvios trotskistas. 
No Chile, Aguirre trabalhou imediatamente com o núcleo trotskista e com a Oposição de Esquerda Internacional, conseguindo dessa forma colocar em 
pé a esquerda boliviana, eixo fundamental para a organização do Partido Operário Revolucionário. Aguirre defendeu a urgência e necessidade histórica de organizar o partido político bolchevique boliviano por considerar que a finalização do conflito bélico com o Paraguai coincidiria com a agudização da luta de classes, com a convulsão social. Os fatos lhe deram a razão. 
Tristán Marof e alguns dos seus seguidores organizaram na Argentina o grupo Tupac Amaru que divulgou suas ideias através de América e Claridad. Esse agrupamento concordava em organizar o Partido Operário Revolucionário ainda que não se identificasse completa e publicamente com a Oposição de Esquerda que em 1938 se transformaria na Quarta Internacional.  Nesses debates públicos, não se assinalou com precisão o significado da internacional trotskista na luta contra o estalinismo e pela revolução e ditadura proletárias na Bolívia, país capitalista atrasado de economia combinada.

## A fundação
Entre os participantes do Congresso de Córdoba, que se supunha deveriam ser exclusivamente trotskistas, estava o paraguaio Oscar Creydt, 
dirigente do Partido Comunista Paraguaio. Isso se deveu ao vinculo deste personagem com os marofistas da Argentina. Evidenciou-se, assim, que o 
Partido Operário Revolucionário nasceu levando em suas entranhas um espinho: o não esclarecimento pelos marofistas de suas relações com o 
estalinismo e, portanto, do caráter da revolução social na Bolívia. 
O fato positivo foi que o Partido Operário Revolucionário nasceu com um esquema programático elaborado por Aguirre Gainsborg, posteriormente aprofundado e melhorado inúmeras vezes. A força e o imponente desenvolvimento do trotskismo boliviano deveu-se a este fato principista, além das particularidades do movimento operário boliviano. Há que assinalar, entretanto, o enorme erro de permitir que o marofismo  reformista e anti-operário participasse do congresso de fundação do POR. 

### Cisão com o marofismo. Conferência de 1938
Devido ao fato do Partido Operário Revolucionário nascer no exílio, passou pelas dificuldades da sua adaptação a um país que se distinguia pela sua incipiência ideológica. Isto se traduziu na explosão de diferenças e contradições entre o caudilho Marof – oriundo do liberalismo saavedrista – e o trotskista José Aguirre, disposto a estruturar um partido bolchevique.
A propaganda revolucionaria inicial dos poristas chocou-se com inumeráveis obstáculos para penetrar no seio das massas. O Partido Obrero
Revolucionario não tinha um jornal próprio e José Aguirre Gainsborg publicou uma série de artigos políticos nas páginas de um jornal tradicional da burguesia El Diario, de La Paz, completamente estranho ao movimento revolucionário.  
Desesperado para abrir espaços no cenário político-social, Aguirre ingressou ao grupo Beta Gama, expressão típica dos intelectuais pequeno-burgueses esquerdizantes. A experiência resultou negativa. Aguirre, enquanto tal, usava publicamente o jornal do grupo “Beta Gama”, mas, como Fernandez (seu pseudônimo), continuava atuando no Partido Operário Revolucionário, divulgando entre alguns operários teses e outros documentos copiados em máquinas de escrever. 
Quando se reuniu a conferência do POR de 1938, Tristan Marof colocou abertamente que a sua perspectiva era tornar-se caudilho inconteste da esquerda boliviana – consideravelmente inchada à consequência da agitação que se seguiu à guerra do Chaco – e chegar ao poder político, à Presidência da República, pelo caminho das eleições. Já José Aguirre não se cansava de propagandear obsessivamente sua ideia de estruturar no país um Partido Bolchevique, tanto no aspecto ideológico quanto organizativo, baseado do ponto de vista social, particularmente no setor mineiro do proletariado.  
Aguirre confundiu o artesão com o proletariado, particularmente com o mineiro, o que se traduziu em frustrações e erros consideráveis. Pagou-se um preço muito alto por não precipitar e superar, na etapa preparatória do Congresso de fundação do POR, o debate até as últimas consequências entre o marofismo e o trotskismo (Aguirre). Novamente as diferenças ideológico-programáticas surgiram e se desenvolveram sob a capa de divergências organizativas. Para Marof, o ponto central, de vida ou morte, era colocar em pé um partido de massas poderoso. Aguirre respondia que o Partido Obrero Revolucionario devia ser teórica e organizativamente um partido bolchevique rigoroso. Aguirre apresentou uma tese política e também se discutiram outros documentos de caráter programático. Os resultados da Conferência de 1938 foram a cisão com os marofistas e o famoso e quase completamente desaparecido “Boletim Informativo” número 1.  
O desenvolvimento posterior dos acontecimentos evidenciou o verdadeiro significado do que aconteceu na Conferência do Partido Obrero Revolucionario de 1938. Toda cisão para preservar a essência programática marxista-leninista-trotskista do Partido Obrero Revolucionario é proveitosa – mesmo que enfraqueça numericamente o partido no momento – ,pois assim se afirma a base ideológica que permitirá seu desenvolvimento vigoroso posterior. O atual Partido Obrero Revolucionario surgiu daquela cisão, que resultou necessária e imprescindível. O marofismo evoluiu livremente como organização trotskista envergonhada. Encaminhou-se para a colaboração com a oligarquia e acabou desaparecendo fisicamente. Para Marof, o caudilho político de maior volume e feitos na Bolívia foi Juan Bautista Saavedra Mallea, provavelmente, por isso, concluiu seus dias cooperando com os caudilhos anões da reação. 

## A penetração no seio das massas
Durante o primeiro período de sua vida, em que a direção do partido se entrincheirou na cidade de Cochabamba, o Partido Obrero Revolucionario não passava de um pequeno círculo de amigos: semi-intelectuais que se dedicavam a divagar interminavelmente sobre qualquer problema e contecimentos do país. Não haviam aprendido, ainda, que o programa do Partido não era mais do que um prognóstico feito com o método do materialismo histórico acerca do desenvolvimento do país. Como todo prognóstico, devia ainda passar pela prova dos acontecimentos político-sociais. Para que isto ocorresse, era necessário que aquele grupo de ociosos, pretensamente “intelectuais”, abandonasse seu esconderijo, fosse às ruas e utilizasse todas suas energias para aproximar-se das massas. Era necessário prosseguir e superar a herança de José Aguirre. 
Quando isto ocorreu (a organização de grupos em La Paz, Oruro e em centros mineiros), pôde finalmente se comprovar que não se haviam assimilado as formulações programáticas, que não havia células e nem se sabia o que eram. À quase inexistente organização, correspondia uma baixa assimilação programática. Os poristas, que saíram às ruas começaram agrupar simpatizantes e a fixarem cartazes combativos nas paredes, se chocaram com a repressão policial e o cárcere. O trabalho junto às massas exigiu o lançamento das primeiras publicações. Devido à precariedade, recorreu-se a cobrir as paredes com grafites e pichações atrevidas.
Essa atividade titubeante - cheia de novidade - e algumas conquistas colocaram a urgência de penetrar nos centros operários, concentrações vitais das massas. Ficou evidente nesse momento que o marxismo deve ser assimilado pelos explorados dando respostas aos seus problemas. A politização da militância avançou a passos largos e constatou-se que suas “descobertas” estavam já formuladas nos escritos dos clássicos do marxismo Neste caldeirão, se forjaram valiosos dirigentes poristas, muitos dos quais pagaram com suas vidas no caminho.
A vanguarda porista, configurada em torno do eixo La Paz-Oruro, capacitou-se política e organizativamente vencendo a repressão policial e superando as exigências dos explorados, foi penetrando no seio das massas, principalmente no setor mineiro. Em certo momento, inesperadamente, o choque entre o crescimento do jovem POR e a realidade esquecida de sua velha direção estourou como uma bomba. Todo o país se surpreendeu ao encontrar-se diante de um novo e atrevido farol político que mostrava o caminho da revolução social, da revolução proletária.
O trabalho de 24 ou 30 meses transformou-se para o POR numa pródiga colheita, principalmente em algumas minas e universidades. O trotskismo boliviano deu um enorme salto ideológico. Segundo a imprensa burguesa, tratava-se de um transplante estrangeiro. Os atritos programáticos internos não permitiram ver o descomunal salto político que estava acontecendo. Por isso, a nova corrente revolucionária ia fortalecida dos sindicatos para o partido. O POR, que se reivindicava orgulhosamente da IV Internacional, se fortaleceu e descobriu novos caminhos ao atuar como força básica de transformação das massas de instintivas em conscientes. Era a resposta a uma necessidade histórica. Os jovens ativistas haviam se colocado sem querer diante da comprovação objetiva das conclusões dialéticas de Plekhanov, Lenin, etc. O trabalho de formiga dos trotskistas se traduziu na atitude de rebelião da vanguarda mineira contra o presunçoso ensaio “libertador” do governo Villarroel-Paz Estensoro. Foi um salto no processo de conquistar a independência de classe dos assalariados perante a classe dominante e o governo antioperário. Este governo era socialmente enraizado na pequena-burguesia, mas acalentava projetos confusos de conteúdo burguês. Estamos nos referindo às já famosas Teses de Pulacayo (nasceu em 1946), um dos documentos de maior transcendência na história social boliviana, obra dos jovens poristas – mesmo que inspirada no “Programa de Transição” de León Trotsky –, que contém respostas políticas à realidade boliviana e aos problemas chaves dos operários e camponeses. 
O resultado foi o avanço imponente no processo de formação da consciência de classe do proletariado boliviano, facilitada pela sua juventude e 
virgindade ideológica. O que ocorre agora diante de nós (as massas radicalizadas imediatamente giram em torno às formulações do POR) demonstra que o sulco aberto pela atividade política dos trotskistas foi suficientemente profundo a ponto de não desaparecer ao longo do processo histórico. As massas que combatem nas ruas e nas estradas não demoram em levantar bem alto as Teses de Pulacayo, não apenas no que se refere às suas reivindicações fundamentais, mas também aos métodos de luta; e entre estes a prioridade da ação direta de massas, por exemplo, diante do parlamentarismo, a arbitragem obrigatória, etc. 
Um aspecto negativo: houve considerável atraso no processo dialético de autotransformação do Partido Obrero Revolucionario, quando agiu 
como ator principal na prática transformadora da realidade social. Agora sabemos que o obstáculo que não pode ser vencido facilmente foi a velha 
direção do partido. Esta é a explicação de porquê o Partido Operário Revolucionário não chegou a atuar como a direção política decisiva nos 
movimentos de 1952 , embora as massas se mobilizassem tendo como eixo fundamental a Tese de Pulacayo. O demorado processo de autotransformação do POR colaborou com o lento esclarecimento, na consciência dos trabalhadores, de qual é o seu verdadeiro partido, sua direção revolucionária, processo que já dura mais de quatro décadas.

### O caminho ao poder
Na teoria e na prática, o Partido Obrero Revolucionario amadureceu no trabalho que tem como referência a inter-relação entre a finalidade estratégica e a tática. Esta última determinada por aquela. Há que acrescentar que a estratégia programática porista foi provada pelo desenvolvimento dos acontecimentos, pois, é a resposta a uma necessidade histórica e sintetiza as leis do desenvolvimento da sociedade boliviana. As respostas que se dão aos problemas imediatos dos oprimidos e explorados devem orientar-se a impulsioná-los para a conquista do poder, ajudá-los a avançar em sua politização e na evolução de sua consciência de classe, processo que encontra sua mais alta expressão no fortalecimento do Partido. As massas, em seu empenho de tomar em suas mãos o aparato estatal, têm de derrotar ideologicamente a classe dominante e o seu governo, organizar-se nas bases como órgãos de poder, impulsionados pela necessidade de superar os obstáculos postos pela classe dominante em seu caminho para a emancipação social. 
A contribuição do Partido Obrero Revolucionario em ambos os terrenos é de enorme importância e a busca da vitória nessa luta tem de contar necessariamente com ele. Devido à participação trotskista, a experiência na luta de classes transformou-se em aporte teórico ao marxismo. A política revolucionária é, em definitivo, teoria. Historicamente, o Partido Obrero Revolucionario importou do exterior as ideias marxistas, mas, agora exporta teoria quase que diariamente. A experiência boliviana é analisada e discutida principalmente no plano internacional. Uma das grandes contribuições poristas no plano da tática revolucionária foi a correta formulação da frente anti-imperialista como o método de luta correto para os países capitalistas atrasados, da mesma forma que frente proletária é para as metrópoles imperialistas. As maiores organizações revolucionárias de massas, como a Central Operaria Boliviana (COB)  e a Assembléia Popular , foram em seu momento frentes anti-imperialistas e órgãos de poder.
Os poristas lutaram por muito tempo para substituir a CSTB artesanal, braço sindical do estalinismo contrarrevolucionário, por uma organização sindical que expressasse ideológica e organizativamente o proletariado. Isso foi a Central Operária Nacional que surgiu durante o sexênio 1946-1952 . Trabalhou-se para que a COB fosse organizativamente a expressão da classe operária, mas nasceu – refletindo todo o processo revolucionário e as particularidades do país – como uma organização soviética, como órgão de poder. Permaneceu assim até que o Movimento Nacionalista Revolucionário (MNR) no poder derrotou as tendências radicais do sindicalismo e as corrompeu completamente. Corretamente se combateu a impostura de co-governo do MNR, que certamente não significava a coexistência no poder do movimento operário com o partido nacionalista de conteúdo burguês, mas a colaboração da esquerda do MNR – que apenas isso foi o lechinismo – com o centro pazestensorista. O percurso do co-governo desaguou na derrota e na burocratização da Central Operária Boliviana, antecipação de sua estatização. 
A radicalização das massas, que tende a expressar-se politicamente como luta contra a classe dominante e seu governo de turno, prepara o caminho para soldar-se com o Partido Operário Revolucionário e reconhecê-lo como sua direção política. Isto ocorreu na primeira época da Central Operária Boliviana e durante a existência da Assembléia Popular.
O chamado Comando Político do Povo e a Central Operária Boliviana foi uma frente entre a organização sindical mais poderosa e as agrupações políticas que estavam combatendo nas ruas contra a direita gorila das forças armadas. Era uma frente amorfa, sem uma clara orientação política e se esgotou na medida em que as massas trabalhadoras invadiram as cidades e os mineiros ocuparam La Paz, sede do governo. 
A radicalização dos explorados acabou potenciando o trotskismo, o Partido Obrero Revolucionario, dentro do Comando Político. Foi o POR quem formulou as ideias e os documentos fundamentais de sua transformação num órgão de poder das massas, dando-lhe o nome de Assembleia Popular. Não se pode esquecer que a Assembleia ao nascer proclamou bem alto que era uma frente anti-imperialista.
A vida da Assembleia Popular foi muito curta  e teve tempo apenas para desenhar traços fundamentais de sua linha política e antecipações de suas verdadeiras possibilidades. Apesar disso, ingressou na história como o caminho que conduz à conquista do poder político pelos explorados e oprimidos. Não foi por acaso que sua existência obrigou à direita e aos fascistas do exército a formar um bloco para esmagá-la com ajuda das armas de fogo. O golpe de estado de 1971 , dirigidos pelos gorilas Hugo Banzer e Andrés Selich, sustentados diretamente pelo MNR e a FSB, esteve dirigido contra a Assembleia Popular mais do que contra o fraco governo encabeçado pelo general populacheiro Juan José Torres. Posteriormente, veio à tona que o golpe gorila mencionado fazia parte da Operação Condor. 
No exílio e dentro do país, a linha política da Assembleia Popular foi desenvolvida e aprofundada pela Frente Revolucionária Anti-imperialista (FRA). A direção política, dentro desta, era do Partido Operário Revolucionário. A história da FRA esgotou a discussão em torno do verdadeiro conteúdo da frente anti-imperialista, formulada no Quarto Congresso da Internacional Comunista. De forma excepcional, a Frente Anti-imperialista boliviana juntou todo o espectro da esquerda sob a direção política do proletariado. Chamou imediatamente a atenção dos setores avançados do país e também da esquerda internacional. 
A Frente Revolucionária Anti-imperialista começou a organizar-se dentro do país e ganhou as direções sindicais em vários setores. Entretanto, 
não avançou mais porque os grupos filo-foquistas sabotaram abertamente seu desenvolvimento. Contudo, deixou uma grande lição que pode potenciar futuras ações frentistas. Fica claro que a tática adequada para o país é a frente anti-imperialista e não a frente única proletária, defendida no passado. Equivocadamente, os morenistas argentinos e seus seguidores crioulos confundiram a Frente Revolucionária Anti-imperialista nada menos que com a Frente Popular estalinista. O que interessa não é listar que organizações participaram da Frente Revolucionária Anti-imperialista, senão que todas elas o fizeram, submetendo-se à política e direção proletárias, quer dizer, do POR. 
Não devemos esquecer que a Central Operária Boliviana e outras organizações de massas estiveram dentro da Assembleia Popular e da Frente Revolucionária Anti-imperialista. Nesta última também ingressaram os foquistas do Exército de Libertação Nacional e os seguidores do castrismo. Apesar de suas limitações, a Assembleia Popular serviu como demonstração do caminho que há que seguir para alcançar a conquista do poder político. Em 1971, a vida da Assembleia Popular foi interrompida pelo golpe de estado gorila-cavernário , mas sua experiência permite fortalecer a luta revolucionária de hoje e de amanhã. 

### As cisões
Não há menor duvida de que também os partidos políticos marxistaleninista-trotskistas existem e evoluem sob a pressão poderosa da luta de classes. Quando ocorrem disputas fracionais em torno de diferenças programáticas, principistas, a melhor alternativa para defender a coluna vertebral partidária – ou seja, seus princípios ideológicos fundamentais–, é a cisão e a marginação dos revisionistas. Não estamos nos referindo aqui à expulsão eventual de um ou outro militante por violação dos estatutos ou por indisciplina.
No marco da análise que estamos desenvolvendo o Partido Operário Revolucionário passou por outras duas cisões em torno da violação dos 
princípios programáticos. A primeira foi exclusão dos pablistas do Secretariado Unificado que estavam seguros de que a classe operária boliviana já estava no governo e sua expressão política seria – segundo eles - nada menos que o lechinismo. 
A última foi o afastamento da corrente foquista em matéria organizativa e politicamente nacionalista (eles sempre defenderam a cooperação com 
setores burgueses do MNR e inventou a história do “mal menor” para justificar suas piruetas). 

## A luta pela construção da Quarta Internacional
O marxismo ensina que a revolução e ditadura proletárias, o comunismo, se consolidará em escala mundial, começando dentro das fronteiras nacionais e projetando-se para o cenário internacional.
O proletariado (a classe operária), que surge com o capitalismo, existe e atua por cima das fronteiras nacionais. Isto explica nossa luta para 
pôr em pé e fortalecer o partido mundial da classe operária, instrumento indispensável para consolidar a revolução proletária que é internacional. Isto lhe permite caminhar para o comunismo, que liquidará tanto as fronteiras nacionais como os governos assentados na violência e na opressão.
O partido político do proletariado que é a expressão consciente, política, do instinto comunista da classe operária, nasce dentro das fronteiras nacionais e, inevitavelmente, se projeta no cenário internacional. Isto explica as razões pelas quais o Partido Operário Revolucionário, expressão da consciência de classe do proletariado boliviano, está empenhado na existência e fortalecimento da Quarta Internacional, expressão da consciência 
política do assalariado e instrumento da revolução comunista mundial.
Há que destacar que a Quarta Internacional, fundada em setembro de 1938, a partir do Programa de Transição, redigido por Leon Trotsky', é a encarnação da política marxista-leninista-trotskista. Nasceu para superar os erros e traições das três internacionais anteriores e potenciar tudo que tiveram de positivo as passadas experiências.
O Partido Operário Revolucionário chega ao cenário levantando a bandeira do trotskismo, da Oposição de Esquerda, que desde 1923 começou a lutar na Rússia contra os desvios pró-burgueses do estalinismo. Quando nasceu a Quarta Internacional, já conhecia a existência na Bolívia do Partido Operário Revolucionário, pelas cartas enviadas na sua fundação a Trotsky e à Oposição de Esquerda.
O Partido Operário Revolucionário, desde aquela época, nunca deixou de combater o estalinismo e a socialdemocracia. Quando ocorreu a cisão dirigida pelo Partido Socialista dos Trabalhadores (SWP) norte americano, o POR boliviano permaneceu do lado dos marxistas que contavam com o apoio de Trotsky.
Na luta internacional para pôr em pé uma organização ajustada à linha trotskista, marxista-leninista, o Partido Operário Revolucionário em alguns momentos perdeu a bússola diante da infinidade de oscilações das organizações que se reclamavam do trotskismo e que invariavelmente fracassaram. Um exemplo disto foi o fracasso do Comitê de Organização para Reconstrução da Quarta Internacional (CORQUI), fundada em 1972. O Partido Operário Revolucionário participou por pouco tempo dessa organização com a qual rompeu publicamente em consequência de sua degeneração organizativa e defendendo a atividade de grupos trotskistas da Argentina e Chile.
Em fevereiro de 1979, rompeu com o Comitê de Organização para Reconstrução da Quarta Internacional e nesse mesmo ano contribuiu à organização da efêmera Tendência Quarta Internacionalista (TQI), junto com Política Obrera da Argentina, grupos trotskistas do Chile, Brasil e Venezuela.
Atualmente o Partido Operário Revolucionário integra a pequena organização trotskista denominada Comitê de Enlace pela Reconstrução da Quarta Internacional, que divulga um boletim através do jornal MASSAS do Brasil.